# Excess Baggage (1933)
Excess Baggage é um filme de comédia britânico de 1933, dirigido por Redd Davis e estrelado por Claud Allister, Frank Pettingell, Sydney Fairbrother, Rene Ray, Gerald Rawlinson e Viola Compton. Foi feito no Twickenham Film Studios, em Londres.